# 东花园北站
东花园北站是京包客运专线京张段的一座车站，位于河北省张家口市怀来县东花园镇，距官厅水库直线距离1.5公里，2019年12月30日启用。

## 车站结构
东花园北站以“春华秋实”为设计主题，站房外立面设有6个酒杯花型柱廊，柱廊单体形如葡萄酒杯，体现东花园镇葡萄种植的文化元素；柱廊上方镂空镶嵌有盛开的海棠花，又表现了东花园镇拥有中国最大的海棠花种植基地这一特点，海棠花下的菱形格形似剪纸和花茎；候车大厅内则布置有由五条“人”字纹拼成的海棠花，表示对既有京张铁路“人”字形线路的致敬。车站设2座站台、4股道以及一座8米宽旅客进出站地道，北侧的2号站台更设有玻璃观景廊道。
| 站房 2层 | 办公区   | 办公用房                                 |
| 站房 1层 | 候车室   | 候车厅、检票口、地道                     |
| 站场     | 侧式站台 | 侧式站台                                 |
| 站场     | 1站台    | 京包客运专线往包头方向（怀来站）         |
| 站场     | 正线     | 京包客运专线下行列车通过线               |
| 站场     | 正线     | 京包客运专线上行列车通过线               |
| 站场     | 2站台    | 京包客运专线往北京北方向（八达岭长城站） |
| 站场     | 侧式站台 |                                          |
| B1       | 架空层   | 地道、出站口、下沉广场                   |